# 赛音布彦·奥特根巴亚尔
赛音布彦·奥特根巴亚尔（1962年—）蒙古族，籍贯不详，蒙古国政治人物。

## 生平
奥特根巴亚尔早年自莫斯科出版高等学校（Moscow Higher School of Publishing）、莫斯科政治经济学院（Moscow Political-Economic Academy）毕业。后来曾在斯坦福商学院学习。在乌兰巴托的国家出版联合体（State Pulishing Combine）历任工程师、总工程师。1992年，创办Oyuuny Undraa公司，该公司从事出版、工业、服务及贸易，还包括进口石油产品。奥特根巴亚尔先为Oyuuny Undraa集团的董事长，后来任总裁。
在2000年国家大呼拉尔选举中，奥特根巴亚尔作为蒙古共和党（Mongolian Republican Party）候选人，在乌兰巴托第60（Baganuur及Nalaikh）选区失利。当时他是蒙古共和党的副主席。但他当选为纳赖哈区（Nalaikh）及乌兰巴托市公民代表呼拉尔委员，并被选入“祖国－蒙古民主新社会主义党”（Motherland-MDNSP）政治委员会。在2004年国家大呼拉尔选举中，奥特根巴亚尔作为“祖国－蒙古民主新社会主义党”候选人在乌兰巴托第60选区当选。2004年至2006年，担任国家大呼拉尔信息技术发展常设委员会主席。2006年5月，担任蒙古国不管部部长，负责紧急状况（救灾）。但在2007年11月，该职位被总理桑吉·巴亚尔取消。在2008年国家大呼拉尔选举中，奥特根巴亚尔作为祖国党候选人在乌兰巴托第22（Bayanzürkh及Nalaikh）选区失利。2009年12月，奥特根巴亚尔被判处四年有期徒刑，罪名是在担任负责紧急状况的不管部部长期间滥用职权并贪污。